# 국가안보총국
국가안보총국(러시아어: Главное Управление Государственной Безопасности 글라브노에 우프라블레니에 고수다르스트벤노이 베조파스노스티[*] GUGB)는 1934년 7월에서 1943년 4월까지 있었던 소비에트 연방의 비밀 경찰이다. 1941년 2월 국가안보총국은 내무인민위원회에서 분리되어 국가보안인민위원회(러시아어: Народный Комиссариат Государственной Безопасности NKGB)로 이름을 바꾸었다. 1943년 내무인민위원회에 다시 합병되었다.

## 참조 문서
- Piotr Kołakowski - NKWD i GRU na ziemiach Polskich 1939-1945 - (Kulisy wywiadu i kontrwywiadu) - Dom wydawniczy Bellona Warszawa 2002 - (NKVD and GRU on Polish soil 1939-1945 [Intelligence counter-intelligence series] Warsaw, 2002)